# One O One
La One O One è stata una bibita di tipo cola, prodotta dalla Sanpellegrino dal 1987 al 2020.

## Storia
A metà degli anni ottanta, il segmento della cola in Italia era in piena espansione, coprendo circa il 35% dei consumi totali di bevande gassate, pari a circa 25 litri annui pro capite per un valore complessivo valutabile in 500 miliardi di lire. Il mercato era però dominato dal gigante statunitense Coca-Cola Company il quale, da solo, copriva circa il 90% delle vendite, seguito a forte distanza dalla PepsiCo, la quale poteva vantare una quota intorno al 3%, mentre il mercato restante era spartito tra diversi piccoli marchi concorrenti; uno di questi era la Royal Crown Cola, distribuita in esclusiva sul territorio italiano dalla Sanpellegrino dal 1971 al 1986.
In questo contesto, nel 1985, ossia in prossimità con la scadenza del contratto con la Royal Crown, la Sanpellegrino progettò la creazione di una cola di proprietà. Nel giugno del 1987, dopo due anni di formulazione e test, l'azienda lanciò sul mercato la One O One insieme a una massiccia campagna pubblicitaria. Nonostante un buon esordio, con la conquista di una quota di mercato pari a circa il 2%, le vendite calarono nell'anno seguente, facendo scendere la percentuale all'1% nel secondo anno. L'azienda considerò che alla base di questi dati vi fosse una pratica di concorrenza sleale da parte della Coca-Cola e la citò in giudizio presso il tribunale di Milano e presso la corte di giustizia dell'Unione europea.
Dal 2020 non è più in produzione ma esiste una petizione che chiede che torni in vendita.

## Promozione
Alcuni degli spot televisivi vennero registrati in piazza Ducale a Vigevano, mentre gli slogan furono "Cento bollicine e una stella" e "Nata in Italia, come tutti noi".
Era uno dei prodotti reclamizzati all'interno del telefilm I ragazzi della 3ª C.